# 拉弗莱什区
拉弗莱什区（法語：Arrondissement de La Flèche）是法国卢瓦尔河地区大区萨尔特省所辖的一个区。总面积2521.4平方公里，总人口151118，人口密度60人/平方公里（2017年）。主要城镇为拉弗莱什。

## 辖区
拉弗莱什区辖有118个市镇。